# Gaëtan Coucke
Gaëtan Coucke (Tongeren, 3 dicembre 1998) è un calciatore belga, portiere della Sampdoria.

## Carriera

### Club
È cresciuto nel settore giovanile del Genk.
Ha esordito fra i professionisti il 3 agosto 2018 durante il prestito al Lommel in occasione dell'incontro di Division 1B vinto 1-0 contro l'Union Saint-Gilloise.
Svincolatosi dall'Al-Orobah, il 19 agosto 2025 firma con la Sampdoria, firmando un triennale.

### Nazionale
Nel 2015 ha subito 2 reti in altrettante partite giocate con la maglia della nazionale belga Under-17.

## Statistiche
Statistiche aggiornate al 19 agosto 2025.

### Presenze e reti nei club
| Stagione        | Squadra         | Campionato      | Campionato | Campionato | Coppe nazionali | Coppe nazionali | Coppe nazionali | Coppe continentali | Coppe continentali | Coppe continentali | Altre coppe | Altre coppe | Altre coppe | Totale | Totale |
| Stagione        | Squadra         | Comp            | Pres       | Reti       | Comp            | Pres            | Reti            | Comp               | Pres               | Reti               | Comp        | Pres        | Reti        | Pres   | Reti   |
| --------------- | --------------- | --------------- | ---------- | ---------- | --------------- | --------------- | --------------- | ------------------ | ------------------ | ------------------ | ----------- | ----------- | ----------- | ------ | ------ |
| 2016-2017       | Genk            | D1              | 0          | 0          | CB              | 0               | 0               | UEL                | 0                  | 0                  | -           | -           | -           | 0      | 0      |
| 2017-2018       | Genk            | D1              | 0          | 0          | CB              | 0               | 0               | -                  | -                  | -                  | -           | -           | -           | 0      | 0      |
| 2018-2019       | Lommel          | D2              | 28+6       | -46 + -5   | CB              | 0               | 0               | -                  | -                  | -                  | -           | -           | -           | 34     | -51    |
| 2019-2020       | Genk            | D1              | 18         | -28        | CB              | 0               | 0               | UCL                | 5                  | -16                | SB          | 0           | 0           | 23     | -44    |
| Totale Genk     | Totale Genk     | Totale Genk     | 18         | -28        |                 | 0               | 0               |                    | 5                  | -16                |             | 0           | 0           | 23     | -44    |
| 2020-2021       | Malines         | D1              | 16         | -31        | CB              | 3               | -4              | -                  | -                  | -                  | -           | -           | -           | 19     | -35    |
| 2021-2022       | Malines         | D1              | 35         | -59        | CB              | 1               | -1              | -                  | -                  | -                  | -           | -           | -           | 36     | -60    |
| 2022-2023       | Malines         | D1              | 29         | -50        | CB              | 3               | -3              | -                  | -                  | -                  | -           | -           | -           | 32     | -53    |
| 2023-2024       | Malines         | D1              | 36         | -46        | CB              | 0               | 0               | -                  | -                  | -                  | SB          | 1           | -1          | 37     | -47    |
| Totale Malines  | Totale Malines  | Totale Malines  | 116        | -186       |                 | 7               | -8              |                    | -                  | -                  |             | 1           | -1          | 124    | -195   |
| 2024-2025       | Al-Orobah       | SPL             | 32         | -68        | KC              | 1               | -4              | -                  | -                  | -                  | -           | -           | -           | 33     | -72    |
| 2025-2026       | Sampdoria       | B               | 0          | 0          | CI              | 0               | 0               | -                  | -                  | -                  | -           | -           | -           | 0      | 0      |
| Totale carriera | Totale carriera | Totale carriera | 200        | -333       |                 | 8               | -12             |                    | 5                  | -16                |             | 1           | -1          | 214    | -362   |

## Palmarès
- Supercoppa del Belgio: 1

Genk: 2019